# Jean Palet
Jean Pallet o Palet, médico, lexicógrafo e hispanista francés que vivió entre el siglo XVI y XVII.
Fue médico de Enrique IV de Francia. Escribió un Diccionario muy copioso de la lengua española y francesa (Paris: Mathieu Guillemot, 1604) que nutrió la obra de Lorenzo Franciosini, César Oudin y otros lexicógrafos posteriores. En esta obra se aleja más del modelo de Antonio de Nebrija que los lexicógrafos anteriores a él; sigue más bien el diccionario trilingüe de H. Hornkens (1599)
- Datos: Q5928798